# Cunera van Selm

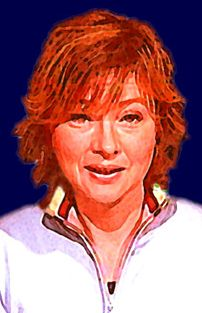
Cunera van Selm

Cunera van Selm (Almelo, 23 april 1964) is een Nederlands radio- en televisiejournalist en -presentator.
Sinds de start van de tv-tak van de regionale Groningse omroep RTV Noord is Cunera van Selm, als vaste omroepster, het gezicht hiervan.

## Levensloop
Van Selm studeerde vanaf 1982 sociale geografie aan de Rijksuniversiteit Groningen.
Vanaf 1989 deed ze presentatie- en verslaggeverswerk voor zowel de radio- als de tv-tak van de stad-Groninger lokale omroep OOG, waarna ze in 1992 gevraagd werd als verslaggever voor de regionale radiozender van de provincie Groningen: Radio Noord. Toen Radio Noord werd uitgebreid met een tv-tak werd zij, haast vanzelfsprekend, vanwege haar al grote bekendheid als voormalig tv-presentator bij OOG, ook bij RTV Noord de vaste presentatrice van de nieuwsuitzendingen, en wel vanaf het allereerste begin op 3 april 1995. Tevens bleef zij verslaggeverswerk doen voor de nieuws- en achtergrondreportages van RTV Noord en ontpopte zij zich toenemend als interviewer in langere tv-gesprekken met regionale persoonlijkheden.
Vanaf 6 februari 2007 presenteert ze haar eigen praatprogramma op RTV Noord, Cunera.
Ze maakte haar debuut op de nationale televisie in 1999 als omroepster voor het KRO-programma NLNet.
In 2001 ging ze naar Studio Sport, waar ze een van de vaste studiopresentatoren werd. In december 2003 kreeg ze te horen dat haar contract niet werd verlengd vanwege bezuinigingen.

## Carrière
- 1989-1992 - Lokale omroep OOG
- 1992-1995 - Radio Noord
- 3 april 1995 tot heden: RTV Noord
- 1999-2000 - NLNet (KRO)
- 2001-2003 - Studio Sport